# 레네 판 더 케르크호프
레이니르 "레네" 람베르튀스 판 더 케르크호프(네덜란드어: Reinier "René" Lambertus van de Kerkhof, 1951년 9월 16일 ~ )는 네덜란드의 전직 축구 선수로, 포지션은 공격수(오른쪽 윙어)였으며 빌리 판 더 케르크호프의 쌍둥이 형이다.
1973년부터 1982년까지 네덜란드 대표팀에서 뛰는 동안 47경기에 출전하면서 5득점을 기록했으며 그의 쌍둥이 동생인 빌리와 함께 네덜란드 대표팀에서 뛰었다. 1974년 FIFA 월드컵과 1978년 FIFA 월드컵에서 네덜란드의 FIFA 월드컵 준우승을 이끌었다. 1978년 FIFA 월드컵 결승전 경기가 시작되기 직전 부상으로 인해 자신의 팔에 감은 붕대 때문에 네덜란드의 상대 팀인 아르헨티나가 강력히 항의하는 바람에 경기 시작이 지연되는 사태가 일어나기도 했지만 다행히 경기 시작과 함께 붕대를 풀면서 사태는 일단락될 수 있었다.
2004년 3월 펠레가 선정한 현존하는 최고의 축구 선수 목록인 FIFA 100에 선정되었다.